# Le Parnasse contemporain
Pour les articles homonymes, voir Le Parnasse.

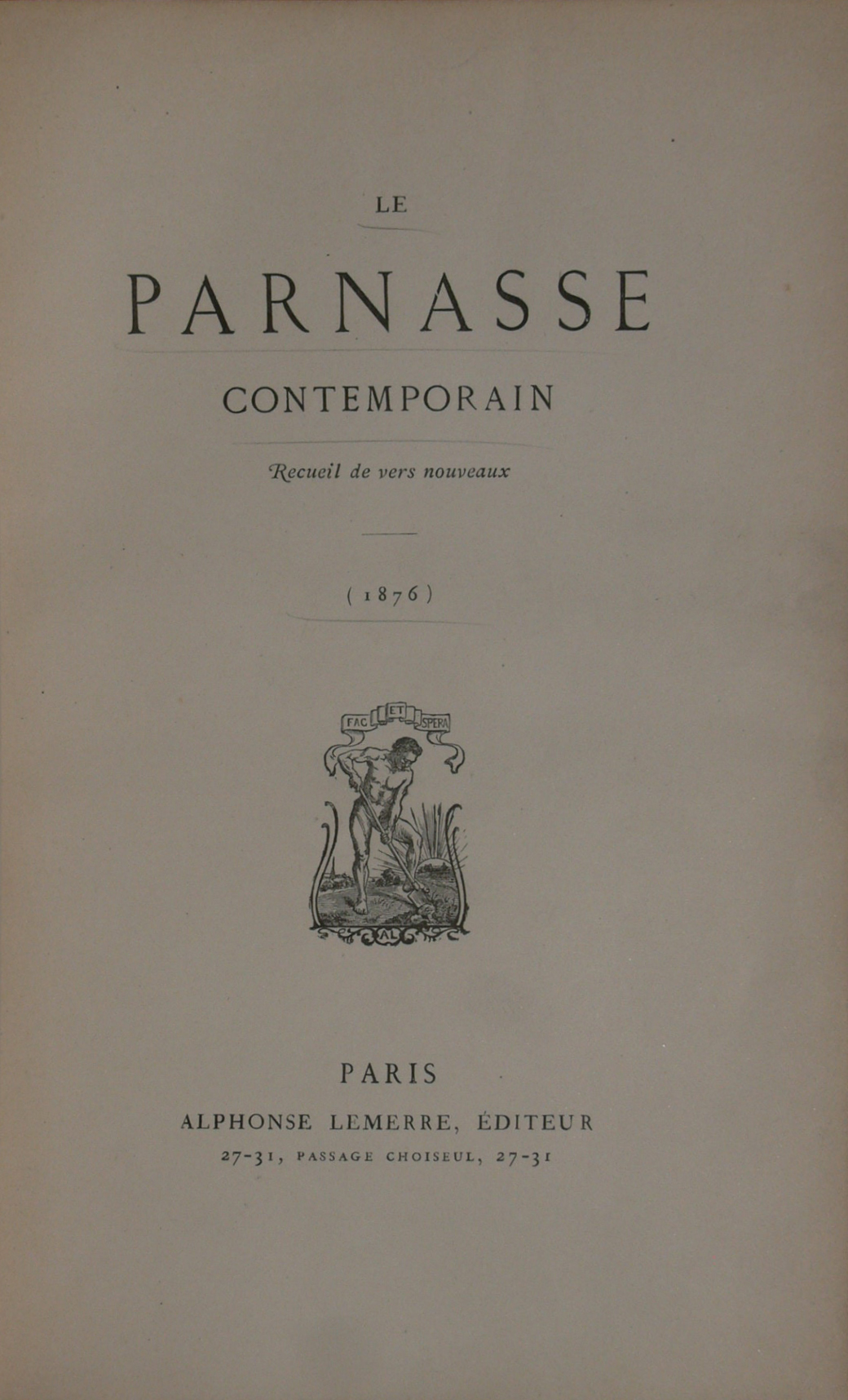
Page de titre du Troisième Parnasse contemporain

Le Parnasse contemporain se compose de trois volumes collectifs de poésie, publiés en 1866, 1871 et 1876 par l'éditeur Alphonse Lemerre, auxquels participèrent une centaine de poètes, notamment : Leconte de Lisle, Théodore de Banville, Heredia, Gautier, Catulle Mendès, Baudelaire, Sully Prudhomme, Mallarmé, François Coppée, Charles Cros, Léon Dierx, Louis Ménard, Verlaine, Villiers de L'Isle-Adam et Anatole France.
Le mouvement littéraire « parnassien » lui doit son nom.
Novatrice à ses débuts (le premier volume contient les Épaves et Nouvelles Fleurs du mal de Baudelaire, ainsi que les premières œuvres de Mallarmé et de Verlaine...), l'anthologie initia Arthur Rimbaud à la poésie de son temps, mais rejettera plus tard les précurseurs du symbolisme (Cros, Nouveau...).

## Caractéristiques des recueils
| 1er recueil (1866) | Directeurs : - Louis-Xavier de Ricard - Catulle Mendès           | - 18 livraisons (du 3.03.1866 au 30.06.1866) - recueil publié le 27.10.1866                                            | 37 | 200 | 287   | 500 |  |  |
| 2e recueil (1871)  | Président du Comité de publication : - Leconte de Lisle          | - 12 livraisons (du 20.10.1869 à juillet 1871, interruption pendant la guerre de 70). - recueil publié en juillet 1871 | 56 | 169 | 401   |     |  |  |
| 3e recueil (1876)  | Jury : - Théodore de Banville - François Coppée - Anatole France | - pas de publication en livraisons - recueil publié le 16.03.1876                                                      | 63 | 221 | 451   |     |  |  |
| TOTAL              | TOTAL                                                            | TOTAL | 99 | 590 | 1 139 |     |  |  |

Plus de quinze ans après le troisième recueil, l’éditeur Alphonse Lemerre, en réaction contre le mouvement symboliste, envisagea l’édition d’un quatrième recueil, qui finalement ne vit pas le jour. Prévu en vingt livraisons de 16 pages, la publication fut d’abord annoncée pour le 1er octobre 1893, puis retardée, et finalement suspendue en raison de la mort de Leconte de Lisle, survenue le 17 juillet 1894. Lemerre fit une dernière tentative en 1896, en réaction contre Stéphane Mallarmé, élu Prince des poètes le 27 janvier, mais plusieurs poètes pressentis refusèrent de conduire le projet ou de s’y associer en raison de la démarche anti-symboliste de l’éditeur.

## Liste des 99 poètes
Le tableau précédent indique que 99 poètes ont contribué au Parnasse contemporain. Ces poètes sont les suivants, par ordre alphabétique et avec l'indication, pour chacun, du nombre de poèmes figurant dans les trois recueils (1866, 1871, 1876) :
| - Louise Ackermann (0-0-1) - Jean Aicard (0-5-1) - Armand d'Artois (0-0-2) - Joseph Autran (0-0-1) - Théodore de Banville (2-12-24) - Auguste Barbier (0-7-0) - Charles Baudelaire (16-0-0) - Émile Bergerat (0-0-1) - Guy de Binos (0-0-2) - Augustine-Malvina Blanchecotte (0-1-2) - Émile Blémont (0-0-1) - Robert de Bonnières (0-0-4) - Paul Bourget (0-0-4) - Mélanie Bourotte (0-0-1) - Philoxène Boyer (6-0-0) - Jules Breton (0-0-2) - Nina de Callias (0-2-0) - Henri Cazalis (8-2-6) - Auguste de Châtillon (1-0-0) - Léon Cladel (0-1-3) - Louise Colet (0-2-4) - François Coppée (5-1-6) - Charles Coran (4-3-0) - Alexandre Cosnard (0-2-0) - Charles Cros (0-2-0) | - Camille Delthil (0-0-2) - Antoni Deschamps (8-1-0) - Émile Deschamps (8-3-0) - Léon Dierx (7-5-8) - Alcide Dusolier (0-0-2) - Alfred Des Essarts (0-2-0) - Emmanuel des Essarts (4-1-2) - François Fertiault (3-0-0) - Jules Forni (5-0-0) - B. de Fourcaud (0-0-4) - Anatole France (0-2-1) - Théophile Gautier (6-4-0) - Raoul Gineste (0-0-2) - Albert Glatigny (0-4-0) - Léon Grandet (0-2-0) - Charles Grandmougin (0-0-2) - Édouard Grenier (0-1-1) - Guy de Binos : voir Binos - Isabelle Guyon (0-0-1) - José-Maria de Heredia (6-1-25) - Ernest d'Hervilly (0-3-7) - Arsène Houssaye (11-0-0) - Auguste Lacaussade (0-0-3) - Georges Lafenestre (0-5-1) - Victor de Laprade (0-1-2) | - Leconte de Lisle (10-1-1) - Eugène Lefébure (6-1-0) - André Lemoyne (4-3-1) - Edmond Lepelletier (2-0-0) - Robert Luzarche (4-2-0) - Stéphane Mallarmé (11-1-0) - Eugène Manuel (0-4-4) - Gabriel Marc (0-4-1) - Paul Marrot (0-0-1) - Alexis Martin (1-0-0) - Louis Ménard (6-7-0) - Catulle Mendès (5-7-1) - Albert Mérat (8-7-4) - Achille Millien (0-0-1) - Marc Monnier (0-0-4) - Paul de Musset (0-0-1) - Myrten (0-0-1) - Mme Auguste Penquer (0-1-0) - Laurent Pichat (0-1-0) - Alexandre Piédagnel (2-0-0) - Amédée Pigeon (0-0-5) - Frédéric Plessis (0-4-12) - Claudius Popelin (0-8-2) - Gustave Pradelle (0-4-0) - Sully Prudhomme (4-5-1) - Louis Ratisbonne (0-0-2) | - Saint-Cyr de Rayssac (0-0-5) - Armand Renaud (4-1-1) - Henri Rey (0-1-0) - Louis-Xavier de Ricard (10-2-1) - Henri Richardot (0-0-1) - Gustave Ringal (pseud. de Gustave Pradelle) (0-0-4) - C. Robinot-Bertrand (0-2-0) - Maurice Rollinat (0-0-1) - Sainte-Beuve (0-1-0) - Louis Salles (0-3-1) - Louisa Siefert (0-6-6) - Armand Silvestre (0-3-6) - Joséphin Soulary (0-2-6) - Maurice Talmeyr (0-0-1) - Francis Tesson (1-0-0) - André Theuriet (0-2-1) - Auguste Vacquerie (3-0-0) - Antony Valabrègue (0-1-6) - Léon Valade (5-4-4) - Paul Verlaine (8-5-0) - Gabriel Vicaire (0-0-7) - Eugène Villemin (1-0-0) - Villiers de L'Isle-Adam (3-1-0) - Henry Winter (2-0-0). |  |